# ピッケルト
ピッケルト(Pickert)は、ジャガイモを平たく焼いたドイツ料理である。ダンプリングまたはパンケーキに分類できる。名前は、低地ドイツ語で「何かを他の何かの上に固定する」という意味のpickenという言葉に由来する。
主な材料は、潰したジャガイモ、小麦粉、牛乳、卵、レーズン、少量のイースト、食塩、砂糖、それに焼く際の油である。大きなジャガイモ3個から、手のひらサイズのものが10-15個でき、4-5人前になる。
リッペ郡の名物で、ここで貧困層の伝統食から発展した。かつて、ピッケルトは、日中に野外で食べられるものとして、貧しい農民の朝食や昼食として食べられていた。現在では、テンサイのシロップ、バター、梅のジャム、レバーソーセージ等を塗って食べる。
似た料理であるラッペンピッケルト(Lappenpickert)は、リッペの西のミュンスターやルール地方にかけて見られる。レーズンとイーストは用いず、甘いクリームを加える。通常、ラードを塗った鉄板で薄く焼き、リッペ郡のピッケルトと同じスプレッドや、燻製の魚、ランチョンミート等とともに食べる。